# Hyperolius parallelus
Hyperolius parallelus är en groddjursart som beskrevs av Günther 1858. Hyperolius parallelus ingår i släktet Hyperolius och familjen gräsgrodor. IUCN kategoriserar arten globalt som livskraftig. Inga underarter finns listade i Catalogue of Life.